# Abracadabra (브라운 아이드 걸스의 노래)
아브라카다브라(영어: Abracadabra)는 대한민국의 여성 음악 그룹인 브라운 아이드 걸스의 노래로, 2009년 Sound G.에서 첫 번째 싱글로서 발표되었다. 이 노래는 이 그룹의 이미지와 스타일의 변화를 분명히 드러낸다. 아브라카다브라는 음악 포털인 엠넷에서 3주간 정상을 지킨 것을 비롯하여, 다양한 온라인과 오프라인 차트에서 1위를 기록하였다.
작사가 김이나가 이 곡의 가사를 쓰고, 모던 록 그룹 롤러코스터의 베이시스트 출신으로서 'Hitchhiker'라는 닉네임으로 활동중인 최진우와 작곡가 이민수가 공동으로 작곡하였다. 아브라카다브라의 원래 제목은 부두교를 뜻하는 부두였으며, 치정이 주요 주제로 특히 '너를 닮은 인형'이라는 구절은 부두교에서 행해지는 종교 의식을 뜻한다. 그러나 특정 종교를 뜻하는 제목이 심의에 걸리자, 아브라카다브라는 주문을 뜻하는 제목으로 바뀌었다.

## 수상목록
- 2009년 8월 16일 'Abracadabra' SBS 인기가요 뮤티즌 송
- 2009년 8월 20일 'Abracadabra' Mnet MCountDown 1위
- 2009년 8월 21일 'Abracadabra' KBS 뮤직뱅크 K차트 1위
- 2009년 8월 23일 'Abracadabra' SBS 인기가요 뮤티즌 송
- 2009년 9월 3일 'Abracadabra' Mnet MCountDown 1위

## 같이 보기
- 브라운아이드걸스
- Sound G.

## 참조자료
1. ↑  김재환 (2009년 8월 20일) 브아걸 ‘아브라카다브라’ 3주연속 1위 보관됨 2009-09-07 - 웨이백 머신. 중앙일보/Newsen.
2. ↑  (2009년 12월 22일) 작곡가들이 뽑은 올해의 걸작 ‘아브라카다브라’ 다음 / 일간스포츠
3. ↑  (2009년 3월 12일) (쿠키人터뷰) ‘어느 별…’ 이민수 작곡가 “표절의 유혹은 달콤하지만…” 보관됨 2011-07-13 - 웨이백 머신 국민일보
4. ↑  김민주 (2009년 8월 4일) ‘아브라카다브라’ 뮤비의 일등공신, 황수아 감독 interview 보관됨 2011-07-17 - 웨이백 머신 TVian